# ロックフォード・フォレストシティーズ

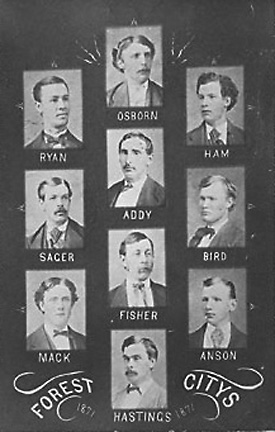
1871年のキャビネ版カード

ロックフォード・フォレストシティーズ（Rockford Forest Citys）は、1871年にアメリカのイリノイ州ロックフォードを本拠地として、ナショナル・アソシエーションで活動していたプロ野球チーム。

## 球団史
元々はロックフォードのアマチュア野球クラブで、1868年から1870年頃にはアルバート・スポルディングや初期の名選手であったロス・バーンズが在籍していたこともあった。1871年にナショナル・アソシエーションが創設された際、後の殿堂入り選手となったキャップ・アンソンがこの球団からデビューしている。しかしリーグ加盟後の運営は不安定で遠征費の捻出や選手への報酬の支払いにも苦労していたそうである。
結局1871年シーズンを4勝21敗と大きく負け越し、アンソンが1250ドルのオファーに応じてフィラデルフィアに移籍してしまい、チームは2シーズン目を迎えることなくリーグを脱退した。

## 戦績
| 年度   | リーグ | 試合 | 勝利 | 敗戦 | 引分 | 勝率 | 順位 | 監督                       | 本拠地                            |
| ------ | ------ | ---- | ---- | ---- | ---- | ---- | ---- | -------------------------- | --------------------------------- |
| 1871年 | NA     | 25   | 4    | 21   | 0    | .160 | 9位  | スコット・ヘースティングス | Agricultural Society Fair Grounds |

## 所属した主な選手
- キャップ・アンソン：内野手。通算3000安打、2000打点以上を記録、アメリカ野球殿堂入りした。
- チェロキー・フィッシャー：投手。1873年の防御率1位を獲得。

## 主な球団記録
- チーム打率：.264
- チーム防御率：4.30
- チーム最高打率：.325（キャップ・アンソン）
- チーム最多勝利：4勝（チェロキー・フィッシャー）